# Famille d'entreprises Grameen

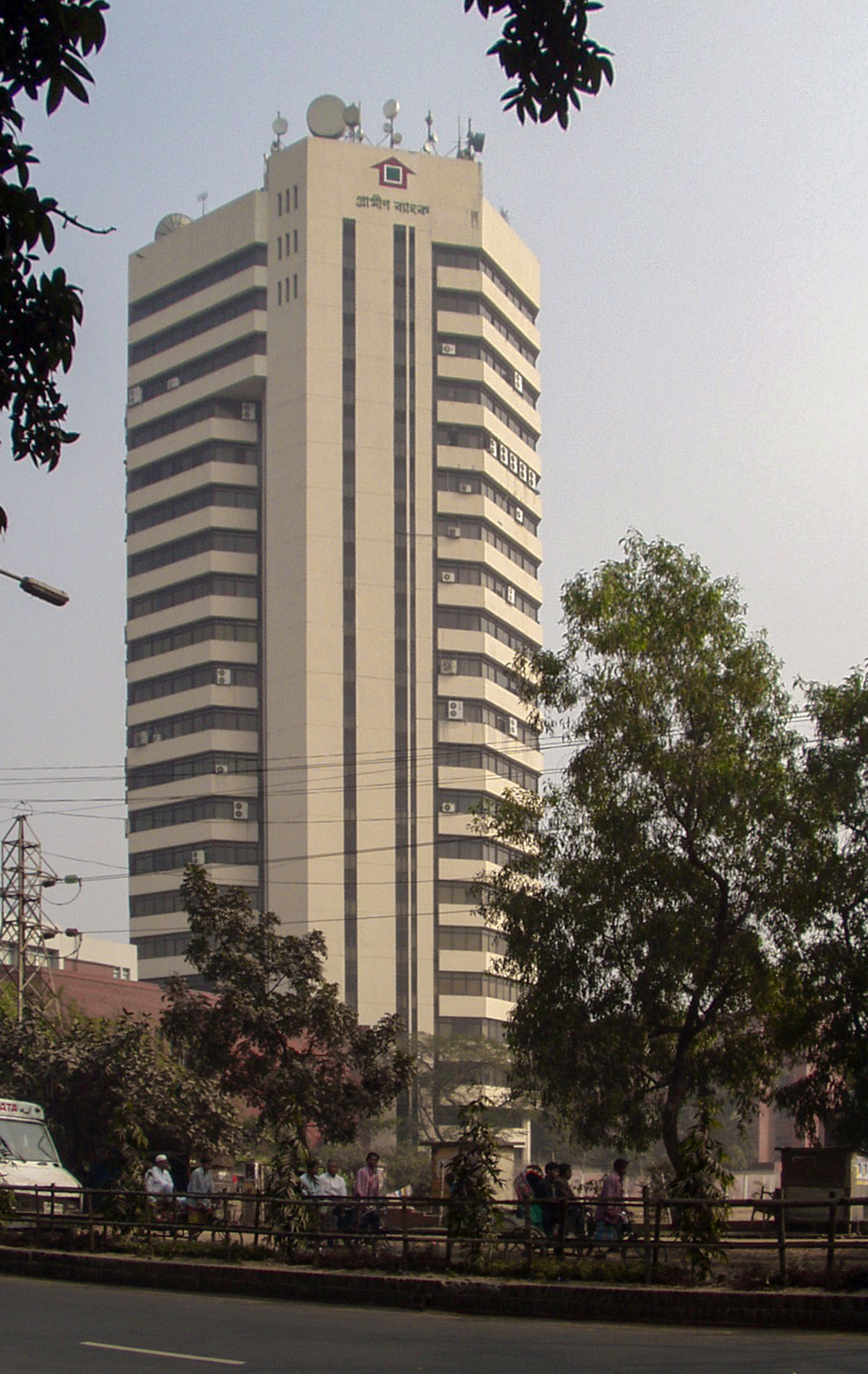
Le Grameen Bank Complex à Mirpur-2, Dhaka

La famille d'entreprises Grameen s'est développée à partir de la Grameen Bank en un groupe multi-facettes de structures à but lucratif et à but non lucratif. Cette famille a été lancée par le Dr Muhammad Yunus, le fondateur de la Grameen Bank et récipiendaire du Prix Nobel de la Paix. Le Grameen Bank Complex dans Mirpur, Dhaka, Bangladesh abrite la plupart des bureaux centraux de ces organisations . La Grameen Bank a commencé à se diversifier dans la fin des années 1980 quand elle s'est intéressée aux étangs de pêche inutilisés ou sous-utilisés, ainsi qu'aux pompes d'irrigation utilisant des puits profonds. En 1989, ces intérêts diversifiés ont commencé à se séparer en différentes organisations, comme le projet de pêche qui est devenu Grameen Fisheries Foundation et le projet d'irrigation qui est devenu Grameen Krishi Foundation.
Ces projets comprennent le Social Advancement Fund (SAF), Grameen Trust, Grameen Fund, Grameen Communications, Grameen Shakti (Grameen Energy), Grameen Telecom, Grameen Shikkha (Grameen Education), Grameen Mothsho Foundation, Grameen Krishi Foundation, Grameen Baybosa Bikash (Grameen Business Development), Grameenphone, Grameen Software Limited, Grameen CyberNet Limited, Gonoshasthaya Grameen Textile Mills Limited, Grameen Capital Management Limited, Grameen Knitwear Limited, Grameen Mutual Fund One, Grameen Kalyan (Grameen Well-being), Grameen Shamogree (Grameen Products), Grameen Danone Foods (filiale commune avec le Groupe Danone) et Grameen Uddog (Grameen Enterprise, propriétaire de la marque Grameen Check),.

## Grameen Bank
La Grameen Bank est une structure de microfinance et une banque de développement local lancée au Bangladesh qui fait de petits prêts (connus sous le nom de microcrédit) pour les pauvres, sans exiger de garantie. Le système est basé sur l'idée que les pauvres ont des compétences qui sont sous-utilisées. La banque accepte les dépôts, fournit d'autres services, et dirige plusieurs entreprises orientées sur le développement, notamment dans les secteurs du textile, de la téléphonie et de l'énergie. Le prix Nobel de la paix a été conjointement décerné en 2006 à la Grameen Bank et à son fondateur, Muhammad Yunus.

## Grameen Trust
Grameen Trust (GT), organisation à but non lucratif et non gouvernementale créée en 1989 utilise le microcrédit comme outil de lutte contre la pauvreté en suivant l'approche de la Grameen Bank. Elle soutient et encourage les programmes de microcrédit  axés sur la lutte contre la pauvreté dans le monde entier via son programme Grameen Bank Replication Program (GBRP) incluant différentes activités telles que des programmes de dialogue entre potentiels réplicateurs, de la formation et de l'assistance technique aux projets de réplication, le financement des projets retenus, et le suivi de leur performance. Les fonds du Grameen Trust sont apportés sous deux formes : capitaux d'amorçage et levées de fonds.
En août 2007, Grameen Trust avait apporté son soutien à 138 partenaires de réplication dans 37 pays du monde. À travers le programme Build, Operate and Transfer (BOT, construction-exploitation-transfert), la Grameen Trust crée directement des projets, pour répondre à la nécessité d'une mise en œuvre rapide de programmes de micro-finance axés sur la pauvreté. La Grameen Trust héberge le Grameen Global Network (GGN, réseau mondial Grameen) et publie la lettre d'information Grameen Dialogue afin de promouvoir le microcrédit.
Pour mettre en œuvre le programme de réplication, elle a reçu des fonds de la Fondation MacArthur, du Fonds d'équipement des Nations unies (UNCDF), la Deutsche Gesellschaft für Technische Zusammenarbeit (GTZ, Coopération Technique Allemande), l'Agence des États-unis pour le développement international (USAID), le Haut Commissariat des Nations unies pour les réfugiés (HCR), le Bureau des Nations unies pour les services d'appui aux projets (UNOPS), la Fondation Citigroup, la Banque mondiale et la Fondation Ford.

## Grameen Fund
La Grameen Fund est une organisation sans but lucratif basée au Bangladesh, créée pour soutenir en capital de petites et moyennes entreprises (PME) au-delà de l'objectif de la Grameen Bank d'offrir des services de microcrédit aux plus pauvres. Constitué le 17 janvier 1994, la Grameen Fund a commencé à fonctionner en février 1994, héritant de 40 projets de la Grameen Bank avec un actif de 391 millions de taka Bangladeshi, investis dans de petites industries, des entreprises agricoles et de pêche. En 2007, elle avait investi pour une valeur de un million de dollars au capital de treize coentreprises et financé 1763  petites et micro-entreprises au Bangladesh, en particulier dans des industries technologiques, en fournissant sans garantie des prêts fixes et des prêts de fonds de roulement.

## Grameen Telecom
Grameen Telecom (GTC) est entreprise sans but lucratif du Bangladesh établie à partie d'une part du capital de la Grameenphone (GP). GTC a conduit le programme Village Phone qui a été à l'origine de la GP et permettait aux ruraux pauvres de posséder un téléphone portable et de l'utiliser comme un investissement générateur de profits. La vision derrière le programme Village Phone a été formulée par Iqbal Quadir qui était convaincu qu'un téléphone mobile pourrait devenir une source de revenus. Quadir a travaillé avec le Professeur Yunus et la société norvégienne Telenor pour faire de ce programme une réalité. Aujourd'hui, Grameen Telecom fournit des téléphones mobiles aux villageois du pays,.

## Grameen Phone
Grameenphone est un opérateur GSM au Bangladesh et le leader du marché avec une part de marché de plus de 50% des utilisateurs bangladais. Grameenphone a commencé ses opérations le 26 Mars 1997. L'entreprise est détenue par Telenor (à hauteur de 62%) et par la Grameen Telecom (38%). Elle avait plus de 10 millions de clients en décembre 2006. C'était alors également le réseau téléphonie mobile à la croissance la plus rapide de réseau au Bangladesh. À la fin 2005, il y avait environ 3500 stations de base à travers le pays avec un objectif d'en ajouter environ 500 dans les six mois suivants. L'objectif déclaré de la Grameenphone est de fournir des services mobiles au bon rapport coût-efficacité et de qualité au Bangladesh.

## Grameen Solutions Limited
Grameen Solutions Limited (GSL) est une société de développement informatique.

## Grameen Communications
Grameen Communications (GC) est une entreprise sans but lucratif de technologie de l'information établie au Bangladesh en 1997, avec comme des activités dans les domaines des logiciels, produits et services, de l'accès internet, des services réseau et matériel informatique et  de l'éducation aux technologies de l'information. Cette structure état au départ une unité de soutien informatique au Grameen Trust en 1994. En plus de fournir un support informatique à diverses organisations de la famille Grameen, GC développe de systèmes pour des organisations comme CASHPOR Financial and Technical Services Private Limited (CFTS) dans le district de Mirzapur, Uttar Pradesh, en Inde, CMC, en Inde, Swayam Krishi Sangham (SKS) à Hyderabad, en Inde, Grameen Koota à Bangalore, en Inde, Moris Rasik au Timor oriental, Ganesha Foundation à Jakarta, en Indonésie, et Ahon sa Hirap Inc. (ASHI) à Manille, Philippines.
La société a développé le Village Computer and Internet Program (VCIP) pour mettre en place un certain nombre de Cyber-Kiosques multifonctions dans les zones rurales à l'aide de différentes solutions de connectivité pour l'accès à l'information, la communication et l'éducation. La première implantation du VCIP a été établie dans une pièce louée à la Grameen Bank à Madhupur Upazila, qui est connecté par ondes hertiziennes au VSAT du siège Grameen Communications, à 160 km, à Dhaka,. Deux autres ont été établies à Sarishabari Upazila et Mirzapur Upazila. En tant que partenaire de l'International Development Research Centre (IDRC), GC élabore également un programme avec Digital Divide Data  aux États-unis de fournir des emplois de saisie de données aux Bangladais des zones rurales.

## Grameen Fisheries and Livestock Foundation
Grameen Fisheries and Livestock Foundation (Fondation Grameen pour la pêche et le bétail) ou Grameen Motsho O Pashusampad Foundation (GMPF) est une organisation à but non lucratif fondée sous le nom de Grameen Fisheries Foundation, ou Grameen Motsho Foundation (GMF), en février 1994, visant à atténuer la pauvreté par le biais de l'aquaculture et de la pêche, ainsi que part l'établissement d'une filière intégrée regroupant la pêche, l'agriculture, l'élevage de bétail et les produits laitiers. Les objectifs de cette organisation sont de fournir aux ruraux pauvres sans terre, et en particulier les femmes, l'accès à la ressource de terres communes exploitables, de remplacer l'exploitation par l'autonomisation de la communauté, de remplacer la stagnation sociale par la croissance économique, de passer des traditions à la modernité, de garantir leurs droits aux femmes et d'assurer la sécurité alimentaire et des moyens de subsistance durables.

## Grameen Shakti
Grameen Shakti (GS) est une entreprise sociale d'énergie renouvelable créée en 1996 afin de promouvoir, de développer et de vulgariser les technologies de l'énergie renouvelable dans les zones rurales du Bangladesh,. L'objectif de cette structure, à sa création, était de prendre part à l'objectif de la Grameen Bank d'alléger la pauvreté des plus démunis à travers le microcrédit. Grameen Shakti est l'une entreprises d'énergie renouvelable ayant la plus forte croissance dans le monde. GS forme ses ingénieurs à être des "ingénieurs sociaux" qui font du porte-à-porte afin de démontrer l'efficacité de l'énergie renouvelable. GS a formé localement des jeunes à ses techniques pour s'assurer que les bénéficiaires de ses services aient accès à un service après-vente efficace et gratuit à proximité.
Grameen Shakti est la société leader sur les énergies renouvelables au Bangladesh et une des entreprises d'énergie solaire à la croissance la plus rapide dans le monde. En décembre 2010, la Grameen Shakti a installé une centrale solaire de 25MWp. Par ailleurs, Grameen Shakti a mis en place des programmes de vans de recharge solaire mobile, d'éclairages solaires pour bateaux, d'éclairage solaire de secours, d'épurateur d'eau à énergie solaire, de systèmes de télécommunication à énergie solaire, de systèmes d'alimentation en électricité sans fils et elle encourage également aujourd'hui les citadins à utiliser une alimentation en électricité hybride à bas coût, combinant le réseau national et l'énergie solaire.
Grameen Shakti a été décorée du Right Livelihood Award (ou Prix Nobel alternatif) pour son travail, et a également remporté deux Ashden Awards, en 2006 et 2008.

## Grameen Shikkha
Grameen Shikkha (ou Grameen Education) a été créée en 1997 pour promouvoir l'éducation de masse dans les zones rurales, fournir un soutien financier sous forme de prêts et de subventions à l'éducation, améliorer l'utilisation de l'informatique pour combattre l'analphabétisme et développer l'éducation, promouvoir les nouvelles technologies et les idées et méthodes pour le développement de l'éducation. Elle conduit également plusieurs programmes, notamment autour de la prise en charge de la petite enfance, du développement de l'école maternelle et de la prévention des risques liés à l'arsenic.

## Grameen Byabosa Bikash
Grameen Byabosa Bikash (GBB) ou Grameen Business Promotion and Services a été créée en 1994 en tant qu'entreprise sociale et organisation à but non lucratif pour fournir des services supplémentaires, en plus des microcrédits pour les entrepreneurs ruraux faisant le commerce de produits comme les légumes, le bétail ou de l'artisanat, et leur apporter de l'expérience, des compétences et des connaissances.

## Grameen Danone Foods
Grameen Danone Foods a été lancée en 2006 en tant que coentreprise entre la Grameen Bank et le groupe agroalimentaire français Danone. Le premier produit de la Grameen Danone est un yaourt fortifiant, vendu sous la marque Shoktidoi, qui est conçu pour fournir aux enfants de nombreux éléments nutritifs essentiels qui sont généralement absents de leur régime alimentaire dans les zones rurales du Bangladesh. Un aspect crucial de la coentreprise est que l'objectif économique est global : bien que la Grameen Danone Foods est une société à but lucratif, l'impact social, plutôt que le profit financier, est le premier indicateur de réussite du projet.

## Grameen America
Grameen America est une organisation de microfinance dont la mission  est de réduire la pauvreté par l'entrepreneuriat. Grameen America propose des prêts, des programmes d'épargne et de crédit et d'autres services financiers pour les travailleurs pauvres, en particulier les femmes, aux États-unis.[réf. nécessaire]